# Onthophagus pooensis
Onthophagus pooensis är en skalbaggsart som beskrevs av Yves Cambefort och Nicolas 1991. Onthophagus pooensis ingår i släktet Onthophagus och familjen bladhorningar. Inga underarter finns listade i Catalogue of Life.